# Аристарх, Пуд и Трофим
Свети апостоли Аристарх, Пуд и Трофим су хришћански светитељи. Они спадају у седамдесеторицу апостола. 
Аристарх је био епископ у Апамији Сиријској. Помиње га апостол Павле неколико пута (Дела Ап. 19, 29; Колош. 4, 10; Филим. 23.). У Ефесу је био ухваћен са Гајем од народа, који се дигао против Павла. Колошанима пише апостол Павле: поздравља вас Аристарх који је са мном у сужанству. А у посланици Филимону назива Павле Аристарха помагачем мојим, заједно са Марком, Димасом и Луком. 
Пуд је био угледан грађанин римски. Апостол Павле га спомиње једанпут (II Тим. 4, 21). Дом Пудов је био најпре уточиште врховним апостолима, а после се обратио у цркву, названу Пастирска.
Трофим је био из Азије (Дела Ап. 20, 4) и следовао је апостола Павлу на његовом путу, На једном месту пише апостол Павле: Трофима оставих у Милету болесна (II Тим. 4, 20). За време Неронова гоњења, када је апостол Павле посечен, посечени су и ова три апостола.
Српска православна црква слави их 15. априла по црквеном, а 28. априла по грегоријанском календару.